# Llengües tallán-sechura
Les llengües tallán-sechura (també sechura-catacao) comprèn un grup de llengües escassament documentades de la serra nord del Perú, al nord-oest del país, conegudes bàsicament per la toponímia de la regió i la Llista de Martínez Compañón.
No existeix acord complet sobre quines llengües han de considerar-se dins de la família, de la llista de Compañón clarament la llengua de Colán i la llengua Catacao estan emparentades i la llengua de Sechura té al voltant d'un 30% de coincidència amb les altres, per no existeix acord sobre si ha de considerar-se emparentada amb les altres dues, donada l'evidència disponible.

## Classificació
La classificació interna, acceptant provisionalment el parentiu entre el sechura i les altres llengües, amb l'evidència disponible és la següent:
- Grup Tallán (pròpiament dit)
  - Llengua del riu Chira
  - Llengua de Colán
  - Llengua de Catacaos
- Grup Sechura 
  - Sechura
  - Llengua de Olmos

### Relació amb altres llengües
A causa del seu pobre coneixement, no ha estat possible classificar de manera definitiva de les llengües tallán. J. Greenberg i M. Ruhlen classifiquen a les llengües tallán dins d'un grup septentrional de les llengües andines, en connexió amb la seva proposta de la hipòtesi ameríndia. No obstant això, aquesta classificació es basa en dades molt pobres i la majoria dels especialistes la consideren inconcluent i altament especulativa.

## Comparació lèxica
| Tallán   | Tallán    | Sechura | Sechura  |
| -------- | --------- | ------- | -------- |
| 'aigua'  | xoto      | tujut   | 'riu'    |
| 'fill/a' | ños-ma    | ños-ñi  | 'fill/a' |
| 'llum'   | yura      | yoro    | 'sol'    |
| 'costa'  | coyu roro | roro    | mar      |
| 'dona'   | cucatama  | cuctum  | 'dona'   |
| 'peix'   | xuma      | jum     | 'peix'   |